# Vitim
Vitim (russisk: Витим) er en flod i Irkutsk oblast og republikken Burjatien i Rusland. Den er en biflod til Lena.
Vitim har sine kilder øst for Bajkalsøen. Den er 1.978 km lang med et afvandingsområde på 225.000 km² og løber nordover gennem Transbajkal-bjergene og byen Bodajbo. Vitim er sejlbar opstrøms fra Bodajbo til sammenløbet med Lena, vest for Lensk.
Baissa, en kendt lokalitet for fossile insekter, ligger på Vitims venstre bred. Etimologia

## Vitim-hændelsen
25. september 2002 indtraf en mystisk hændelse i Vitims afvandingsområde, nær byen Bodajbo. Hændelsen blev sandsynligvis forårsaget af en bolid eller en komet. Hændelsen var bemærkelsesværdig lig Tunguska-eksplosionen.